# Olena Kysilevská
Olena Kysilevská, rozená Olena Simenovyčová (24. března 1869 Monastyryska – 29. března 1956 Ottawa), byla ukrajinská sociální aktivistka, novinářka a spisovatelka. Byla senátorkou (1928-1935) za stranu Ukrajinské národní demokratické unie (UNDO).

## Život a dílo
Narodila se v rodině kněze ukrajinské řeckokatolické církve Lva Simenoviče. Po smrti svého otce studovala od roku 1884 ve městě Stanislav (nyní Ivano-Frankivsk). Aktivně se zapojila do haličského ženského hnutí a vstoupila do Sdružení ukrajinských žen, které v roce 1884 založila Natalija Kobrynska.

### Spisovatelka
Kysilevska začala publikovat povídky a články o vzdělání a právech žen v almanaších a časopisech v roce 1910 a od roku 1912 redigovala ženskou stránku v novinách Dilo. Během 1. světové války byla členkou pomocného výboru Červeného kříže pro válečné zajatce a raněné ve Vídni. Po válce se stala členkou exekutivy Svazu ukrajinských žen, ve Lvově.
Dlouhá léta (1925–1939) v Kolomyji vydávala a redigovala půlměsíčník „Ženský osud“ (ukrajinsky Жіноча доля). Hodně cestovala po západní Evropě a Severní Americe (1924), účastnila se mezinárodního ženského hnutí a organizovala ukrajinské ženské organizace. Některé z těchto cest byly popsány v jejích cestopisech „Dopisy z pobřeží Černého moře“ (1939) a „Kolem mé rodné země“ (1951).

### Senátorka
Kysilevska byla aktivní členkou Ukrajinské národní demokratické aliance a v polském Senátu byla zvolena na dvě období (1928–1935). Od roku 1935 vedla ve Lvově ženskou sekci společnosti „Sedlák“ (ukrajinsky Сільський Господаp). Společnost byla založena v roce 1899 a byla nejdůležitější zemědělskou organizací v Haliči.